# Vlade Divac
Vlade Divac (in serbo Владе Дивац?; Prijepolje, 3 febbraio 1968) è un ex cestista e dirigente sportivo jugoslavo, dal 2006 serbo.
Professionista NBA dal 1989 al 2005, è stato presidente del comitato olimpico serbo dal 2009 al 2017.
Considerato uno dei migliori giocatori stranieri ad avere militato in NBA, nel periodo ai Sacramento Kings è diventato il primo cestista non statunitense a raggiungere le mille presenze in NBA.
Soprannominato Marlboro Man per la sua smodata passione per il fumo, nel 2010 è stato introdotto nella FIBA Hall of Fame mentre nel 2019 è stato introdotto anche nella Naismith Hall of Fame.

## Biografia
Divac è sposato con Snežana da cui ha avuto due figli, Luka e Matija, oltre ad averne adottato uno, i cui genitori sono stati uccisi dall'Ushtria Çlirimtare e Kosovës durante la guerra del Kosovo.

## Caratteristiche tecniche
Alto 217 cm per circa 118 kg, Divac era un centro molto mobile e con grande proprietà di palleggio; la sua ottima visione di gioco gli permetteva inoltre di consegnare assist talvolta spettacolari ai compagni.

## Carriera

### Europa (1982-1989)
Dopo avere militato per quattro anni nello Sloga Kraljevo, nel 1986 si è trasferito per 14.000 marchi al Partizan Belgrado.

### Los Angeles Lakers (1989-1996)

#### L'arrivo e la finale persa nel 1991
Divac viene scelto nei Draft NBA 1989, all'età di ventun anni, dai Los Angeles Lakers, con la 26ª scelta assoluta. A Divac tocca l'ingrato, nonché difficilissimo compito di essere il centro dei Lakers l'anno dopo il ritiro di Kareem Abdul-Jabbar. Nonostante qualche problema iniziale con la lingua, si ambienta bene nell'ambiente losangelino grazie anche all'amicizia che lo lega subito al leader della squadra Magic Johnson. Per il suo ambientamento Divac beneficiò e non poco della sua grande personalità. Sin dal suo arrivo in NBA non sono comunque mancate critiche a suo carico per via di come simulava contatti gettandosi a terra.
La squadra è vecchia e il primo anno di Divac segue i due titoli vinti consecutivamente: nei play-off del 1990 la squadra è eliminata al secondo turno dai Phoenix Suns. La stagione dopo è "il canto del cigno" dei grandi Lakers degli anni ottanta di Magic e James Worthy; sulla panchina non siede più Pat Riley, bensì Mike Dunleavy. I Lakers arrivano comunque in finale dopo aver eliminato gli Houston Rockets, i Golden State Warriors e i Portland Trail Blazers. In finale assistono al primo dei sei titoli della coppia Michael Jordan-Scottie Pippen (Chicago Bulls), che battono Los Angeles in cinque partite, nonostante il fatto che i Lakers si siano portati sull'1-0, espugnando in gara-1 Chicago.

#### Il lento declino dei Lakers
L'anno dopo la squadra perde Magic, ritirato per la sua sieropositività, e lo stesso Divac gioca solo 36 partite a causa di un infortunio che non gli permette di contribuire come vorrebbe. Nei play-off arriva solo un'eliminazione al primo turno per mano dei Blazers. Stesso destino l'anno dopo quando l'eliminazione arriva per mano dei Suns in cinque partite. Divac però sale di livello come gioco personale, e occupa stabilmente il ruolo di centro titolare. La stagione 1993-94 è quella più buia per i Lakers: con il ritiro di Worthy arriva l'assenza dalla post season, evento che non capitava dagli anni settanta. Divac si assesta su ottimi livelli, diventando il primo marcatore della squadra, anche se con una media piuttosto bassa (14,2 punti a partita). Con l'innesto di Cedric Ceballos e Nick Van Exel la squadra ritrova la spinta persa l'anno prima, arrivando al secondo turno dei play-off, dopo aver eliminato al primo turno i favoriti della Western Conference, i Seattle SuperSonics; l'eliminazione arriva per mano dei San Antonio Spurs.

#### Il ritorno di Magic (1996) e la cessione
A metà della stagione 1995-96 arriva la notizia shock del ritorno in campo di Magic, il grande amico di Divac. L'atmosfera viene galvanizzata dal carisma di Johnson, e si pensa ad una cavalcata nei play-off. È pertanto percepita come una grande delusione l'eliminazione al primo turno da parte dei Rockets. A fine campionato i dissapori sorti all'interno dello spogliatoio portano Magic al secondo e definitivo ritiro. Jerry West, il general manager della squadra, programma un'importante campagna acquisti, il cui obiettivo dichiarato è Shaquille O'Neal. Divac diventa così un peso per la squadra, perché nessuno vorrebbe averlo in spogliatoio scontento del suo minutaggio, ed è chiaro che è incompatibile con O'Neal. Viene così ceduto ai Charlotte Hornets in cambio dei diritti su Kobe Bryant. Divac percepisce come un tradimento l'essere stato ceduto per un liceale.

### Le due stagioni a Charlotte (1996-1998)
A Charlotte Divac trova un'ottima squadra, composta principalmente dalle ali Glen Rice e Anthony Mason. La prima stagione è un successo dato che si compila un record che vede 54 vittorie a fronte di solo 28 sconfitte. Nei play-off arriva però la batosta, con l'eliminazione al primo turno in tre partite per mano dei New York Knicks. L'anno dopo, nonostante il record peggiore, arrivando a 51 vittorie e 31 sconfitte, viene superato il primo turno battendo gli Atlanta Hawks in quattro partite. Al secondo turno però gli Hornets si devono inchinare di fronte alla forza dei Bulls di Jordan che li eliminano in cinque partite. Nell'estate del 1998 Divac diventa free agent e decide di andare sul mercato.

### L'approdo a Sacramento (1998-2004)
Viene ingaggiato dai Sacramento Kings per giocare da centro titolare e anche per dare una mano a Peja Stojaković, connazionale di Divac appena arrivato a Sacramento. Sotto il coach Rick Adelman la squadra migliora in fretta, grazie anche al contributo di una stella come Chris Webber. Insieme a Webber Divac forma la migliore coppia di lunghi passatori, trovandosi alla perfezione nello schema Princeton offense, oltre a essere leader dello spogliatoio. Nei play-off arrivano però due eliminazioni precoci al primo turno, una da parte degli Utah Jazz, l'altra da parte dell'ex squadra di Divac, i Lakers.
Proprio contro i Lakers inizia una rivalità causata da partite giocate spesso punto a punto e con vari contatti duri. Nella stagione 2000-01 arriva il passaggio del turno contro i Suns, ma al secondo turno i Lakers eliminano ancora i Kings. Divac combatte contro il migliore O'Neal della carriera, cercando di arrangiarsi come può contro un giocatore decisamente più forte fisicamente. L'anno dopo i Kings sono ormai maturi per la finale. Battono Jazz e Mavericks nei primi due turni per poi scontrarsi ancora con i Lakers nella finale di Conference. È una serie durissima combattuta in campo ma anche attraverso i giornali: Divac accusa O'Neal di fare sempre fallo in attacco e il centro dei Lakers afferma che Divac è un cascatore, un giocatore che non fa altro che buttarsi. Guidati da un ottimo Mike Bibby, i Kings si portano sul 3-2, ma perdono gara-6 a Los Angeles. Gara-7 è in programma a Sacramento, dove i Lakers si impongono dopo un supplementare.
Nei due anni successivi i Kings si fermano troppo presto per le loro aspettative: nei play-off del 2003 vengono eliminati al secondo turno dai Mavericks anche a causa di un infortunio occorso a Webber. L'anno dopo sempre al secondo turno sono i Minnesota Timberwolves ad eliminarli. La beffa è che sia nel 2003 che nel 2004 i Kings perdono giocando gara-7.

### Il ritorno ai Lakers e il ritiro (2004-2005)
A Sacramento comprendono che è finito un ciclo e che Divac comincia a non essere più il giocatore decisivo dei primi anni ai Kings. Nell'estate del 2004 Vlade è di nuovo free agent ed esprime il desiderio di tornare ai Lakers se i Kings non faranno un'offerta adeguata. I Kings non sono interessati a lui e il serbo si accasa di nuovo ai Lakers, orfani di O'Neal che nell'estate era stato ceduto ai Miami Heat. Divac però è in condizioni fisiche precarie e un'ernia lo costringe ad un'operazione chirurgica che lo tiene fermo per ben 67 partite, permettendogli di dare un contributo davvero esiguo. Nell'estate del 2005 annuncia il suo ritiro.

### Nazionale
Il suo debutto con la nazionale jugoslava è arrivato a soli 18 anni contro la Spagna. Divac ha giocato con la nazionale tra il 1986 e il 1991 (unita), vincendo due Europei (1989 e 1991) e un Mondiale (nel 1990). A seguito della dissoluzione della Jugoslavia giocò con la nuova selezione cestistica della FR Jugoslavia, con la quale vinse il suo terzo Europeo (1995) e il suo secondo Mondiale (2002),. In totale, tra le due nazionali, ha disputato 145 partite.

## Dopo il ritiro

### Comitato Olimpico Serbo
Il 24 febbraio 2009 diventa Presidente del Comitato Olimpico Serbo. Il 9 maggio 2017 lascia l'incarico venendo rimpiazzato da Božidar Maljković.

### Sacramento Kings
Il 31 marzo 2009 i Sacramento Kings hanno ritirato la sua maglia numero 21.
Il 3 marzo 2015 diventa il vice-presidente dei Sacramento Kings, sua ex-squadra.
Il 6 aprile 2019 viene annunciato che sarà introdotto nella Hall Of Fame. L'introduzione definitiva avviene il 6 settembre dello stesso anno.
Il 14 agosto 2020 lascia i Kings.

## Fuori dal campo

### Impegno umanitario
Divac è impegnato sul fronte umanitario, occupandosi principalmente dell'aiuto ai bambini. Insieme a sei colleghi cestisti serbi, Divac ha fondato il gruppo di beneficenza "Group Seven", più tardi rinominato in "Divac's Children Foundation". Dal 1997, collaborando con l'IOCC (International Orthodox Christian Charities), ha aiutato a raccogliere circa 500.000 dollari a scopo umanitario in Serbia.
Nel 2000 è stato nominato ambasciatore sportivo dalle Nazioni Unite contro la droga, oltre ad essere stato insignito dall'NBA del J. Walter Kennedy Citizenship Award.
La fondazione personale di Divac, presieduta da sua moglie Snežana, dal 1998 al 2007 ha raccolto oltre 2500000 $ devoluti in aiuti umanitari.
Nel settembre 2007 Divac ha fondato l'organizzazione umanitaria You Can Too (in serbo: Можеш и ти/Možeš i ti), con lo scopo di assistere i rifugiati in Serbia.
La Serbia, in seguito ai conflitti in Jugoslavia negli anni '90, ospita circa 500.000 rifugiati, triste primato a livello europeo. Circa 7.800 di quelle persone vivono tuttora in centri di accoglienza e in condizioni di indigenza: la fondazione si è quindi votata all'acquisto e alla ristrutturazione di case abbandonate nelle campagne, cercando in questo modo di risolvere definitivamente la loro situazione.
Il 21-23 settembre 2007, Vlade Divac ha organizzato una cerimonia ufficiale di addio al basket giocato nella sua città natale Prijepolje e a Belgrado, promuovendo allo stesso tempo la campagna You Can Too. Lo cerimonia è culminata con un pubblico di 10.000 persone ad applaudire Divac e i suoi amici, riuniti per l'occasione, di fronte al Palazzo dell'Assemblea nazionale.

### Nella cultura di massa
Nel 1996 ha interpretato sé stesso in due film sulla pallacanestro: il primo è stato Eddie - Un'allenatrice fuori di testa, il secondo invece è il celeberrimo Space Jam con Michael Jordan.
Nel 2010 è uscito il documentario televisivo Once Brothers: prodotto da ESPN e diretto da Michael Tolajian, questo documentario racconta la storia personale di Vlade Divac dalle origini fino al 2010, ma incentrandosi sul rapporto con Dražen Petrović, inizialmente fraterno (i due si parlavano spesso oltre a essere arrivati in NBA insieme) ma poi rotto nel 1990 dopo che Divac, a seguito del Campionato mondiale vinto dalla Jugoslavia, aveva lanciato a terra una bandiera della Croazia; i due non hanno potuto ricongiungersi per via della morte del cestista croato nel 1993. Nel documentario sono comparsi anche Toni Kukoč, Aleksandar Petrović, Biserka Petrović (rispettivamente fratello e madre del giocatore di Sebenico), Dino Rađa e Magic Johnson.

## Statistiche

### NBA
| * | Primo nella lega |

#### Regular Season
| Anno      | Squadra           | PG   | PT  | MP   | TC%  | 3P%  | TL%  | RP   | AP  | PRP | SP  | PP   |
| --------- | ----------------- | ---- | --- | ---- | ---- | ---- | ---- | ---- | --- | --- | --- | ---- |
| 1989-1990 | L.A. Lakers       | 82*  | 5   | 19,6 | 49,9 | 0,0  | 70,8 | 6,2  | 0,9 | 1,0 | 1,4 | 8,5  |
| 1990-1991 | L.A. Lakers       | 82*  | 81  | 28,2 | 56,5 | 35,7 | 70,3 | 8,1  | 1,1 | 1,3 | 1,5 | 11,2 |
| 1991-1992 | L.A. Lakers       | 36   | 18  | 27,2 | 49,5 | 26,3 | 76,8 | 6,9  | 1,7 | 1,5 | 1,0 | 11,3 |
| 1992-1993 | L.A. Lakers       | 82   | 69  | 30,8 | 48,5 | 28,0 | 68,9 | 8,9  | 2,8 | 1,6 | 1,7 | 12,8 |
| 1993-1994 | L.A. Lakers       | 79   | 73  | 34,0 | 50,6 | 19,1 | 68,6 | 10,8 | 3,9 | 1,2 | 1,4 | 14,2 |
| 1994-1995 | L.A. Lakers       | 80   | 80  | 35,1 | 50,7 | 18,5 | 77,7 | 10,4 | 4,1 | 1,4 | 2,2 | 16,0 |
| 1995-1996 | L.A. Lakers       | 79   | 79  | 31,3 | 51,3 | 16,7 | 64,1 | 8,6  | 3,3 | 1,0 | 1,7 | 12,9 |
| 1996-1997 | Charlotte Hornets | 81   | 80  | 35,1 | 49,4 | 23,4 | 68,3 | 9,0  | 3,7 | 1,3 | 2,2 | 12,6 |
| 1997-1998 | Charlotte Hornets | 64   | 41  | 28,2 | 49,8 | 21,4 | 69,1 | 8,1  | 2,7 | 1,3 | 1,5 | 10,4 |
| 1998-1999 | Sacramento Kings  | 50*  | 50  | 35,2 | 47,0 | 25,6 | 70,2 | 10,0 | 4,3 | 0,9 | 1,0 | 14,3 |
| 1999-2000 | Sacramento Kings  | 82   | 81  | 29,0 | 50,3 | 26,9 | 69,1 | 8,0  | 3,0 | 1,3 | 1,3 | 12,3 |
| 2000-2001 | Sacramento Kings  | 81   | 81  | 29,9 | 482  | 28,6 | 69,1 | 8,3  | 2,9 | 1,1 | 1,1 | 12,0 |
| 2001-2002 | Sacramento Kings  | 80   | 80  | 30,3 | 47,2 | 23,1 | 61,5 | 8,4  | 3,7 | 1,0 | 1,2 | 11,1 |
| 2002-2003 | Sacramento Kings  | 80   | 80  | 29,8 | 46,6 | 24,0 | 71,3 | 7,2  | 3,4 | 1,0 | 1,3 | 9,9  |
| 2003-2004 | Sacramento Kings  | 81   | 81  | 28,6 | 47,0 | 15,4 | 65,4 | 5,7  | 5,3 | 0,7 | 0,1 | 9,9  |
| 2004-2005 | L.A. Lakers       | 15   | 0   | 8,7  | 41,9 | 0,0  | 66,7 | 2,1  | 1,3 | 0,3 | 0,1 | 2,3  |
| Carriera  | Carriera          | 1134 | 979 | 29,8 | 49,5 | 23,5 | 69,2 | 8,2  | 3,1 | 1,1 | 1,4 | 11,8 |
| All-Star  | All-Star          | 1    | 0   | 9,0  | 66,7 | 0,0  | –    | 6,0  | 1,0 | 2,0 | 0,0 | 8,0  |

#### Massimi in carriera
- Massimo di punti: 34 vs Phoenix Suns (2 gennaio 2001)[46]
- Massimo di rimbalzi: 24 (2 volte)
- Massimo di assist: 13 vs Memphis Grizzlies (5 aprile 1996)
- Massimo di palle rubate: 6 (2 volte)
- Massimo di stoppate: 12 vs New Jersey Nets (12 febbraio 1997)

#### Play-off
| Anno     | Squadra           | PG  | PT  | MP   | TC%   | 3P%  | TL%  | RP   | AP  | PRP | SP  | PP   |
| -------- | ----------------- | --- | --- | ---- | ----- | ---- | ---- | ---- | --- | --- | --- | ---- |
| 1990     | L.A. Lakers       | 9   | 1   | 19.4 | 72,7* | 50,0 | 89,5 | 5,3  | 1,1 | 0,9 | 1,7 | 9,1  |
| 1991     | L.A. Lakers       | 19* | 19  | 32,1 | 56,4  | 16,7 | 80,3 | 6,7  | 1,1 | 1,4 | 2,2 | 13,3 |
| 1992     | L.A. Lakers       | 4   | 4   | 35,8 | 34,9  | 0,0  | 90,0 | 5,5  | 3,8 | 1,3 | 0,8 | 9,8  |
| 1993     | L.A. Lakers       | 5   | 5   | 33,4 | 50,0  | 44,4 | 54,5 | 9,4  | 5,6 | 1,2 | 2,4 | 18,0 |
| 1995     | L.A. Lakers       | 10  | 10  | 38,8 | 46,7  | 22,2 | 64,5 | 8,5  | 3,1 | 0,8 | 1,3 | 15,6 |
| 1996     | L.A. Lakers       | 4   | 4   | 28,8 | 42,9  | 20,0 | 62,5 | 7,5  | 2,0 | 0,0 | 1,3 | 9,0  |
| 1997     | Charlotte Hornets | 3   | 3   | 38,7 | 45,7  | 0,0  | 80,0 | 8,7  | 3,3 | 1,0 | 2,0 | 18,0 |
| 1998     | Charlotte Hornets | 9   | 9   | 38,5 | 48,3  | 0,0  | 60,6 | 10,9 | 3,4 | 0,8 | 1,6 | 11,6 |
| 1999     | Sacramento Kings  | 5   | 5   | 39,6 | 44,6  | 20,0 | 83,3 | 10,0 | 4,6 | 1,6 | 0,8 | 16,2 |
| 2000     | Sacramento Kings  | 5   | 5   | 32,0 | 35,7  | 0,0  | 69,6 | 7,2  | 2,8 | 1,4 | 0,8 | 11,2 |
| 2001     | Sacramento Kings  | 8   | 8   | 28,1 | 35,0  | 33,3 | 76,3 | 8,4  | 2,4 | 1,0 | 1,5 | 10,8 |
| 2002     | Sacramento Kings  | 16  | 16  | 33,4 | 46,4  | 26,8 | 75,5 | 9,3  | 1,7 | 1,1 | 1,3 | 13,5 |
| 2003     | Sacramento Kings  | 12  | 12  | 26,4 | 56,0  | 0,0  | 67,3 | 5,8  | 2,3 | 0,7 | 0,9 | 11,4 |
| 2004     | Sacramento Kings  | 12  | 12  | 19,6 | 43,7  | 0,0  | 73,9 | 4,9  | 1,8 | 0,3 | 0,4 | 6,6  |
| Carriera | Carriera          | 121 | 113 | 30,8 | 48,0  | 24,1 | 73,1 | 7,5  | 2,4 | 1,0 | 1,4 | 12,1 |

#### Record
In carriera è l'unico giocatore insieme a Shaquille O'Neal, Kareem Abdul-Jabbar, Hakeem Olajuwon, Tim Duncan, Kevin Garnett, e Pau Gasol ad aver collezionato almeno 13 000 punti, 9 000 rimbalzi, 3 000 assist e 1 500 stoppate.

## Palmarès

### Club
- YUBA liga: 1

Partizan Belgrado: 1986-1987
- Coppa di Jugoslavia: 1

Partizan Belgrado: 1989
- Coppa Korać: 1

Partizan Belgrado: 1988-1989

### Nazionale

#### Jugoslavia
- Olimpiadi:
 Seoul 1988
- Mondiali: 
 Argentina 1990
 Spagna 1986
- Europei:

 Jugoslavia 1989, Italia 1991
 Grecia 1987

#### RF Jugoslavia
- Olimpiadi:
 Atlanta 1996
- Mondiali: 
 USA 2002
- Europei:

 Grecia 1995
 Francia 1999

### Individuale
- Convocazioni per l'All-Star Game: 1

2000-01.
- NBA All-Rookie First Team: 1989-90
- FIBA World Cup All-Tournament Teams: 1

1990
- J. Walter Kennedy Citizenship Award (2000)
- Trentatreesimo miglior stoppatore di sempre NBA